# Балка Березнігова
Балка Березнігова — річка в Україні, у Петрівському районі Кіровоградської області. Ліва притока Інгульця (басейн Дніпра).

## Опис
Довжина річки 12 км, похил річки — 3,6 м/км. Площа басейну 61,9 км².

## Розташування
Бере початок у селі Іванівка. Тече переважно на південний захід через Петрове і впадає у річку Інгулець, праву притоку Дніпра.
Річку перетинає автошлях Т 1215